# Povorka ponosa
Povorka ponosa, parada ponosa, marš ponosa, festival ponosa ili pride (engl. pride [pɹaɪd]: ponos ↓1) godišnja je proslava ponosa zajednice LGBT-a. Održava se u mnogim gradovima širom svijeta, često kao najvažniji dio većih događanja, obično u lipnju, u znak sjećanja na stonvolske nemire koji se smatraju početkom suvremenog LGBT-ovskog pokreta u svijetu. Povorke ponosa proslavljaju lezbijsku, gejsku, biseksualnu i transrodnu (LGBT-ovsku) kulturu i ponos, a imaju i politički i aktivistički karakter jer služe kao platforme za izražavanje vidljivosti u javnom prostoru i za borbu za prava LGBT-a u društvu.

## Ime
Prve povorke održavale su se pod nazivom "dan slobode" (engl. Freedom Day) ili "dan oslobođenja homoseksualaca" (engl. Gay Liberation Day). Od 1980-ih sve se češće nazivaju gejska povorka (engl. gay parade) i povorka ponosa (engl. Pride Parade). Danas se ova manifestacija u svijetu najčešće naziva pride (npr. Tel Aviv Pride, London Pride, Zagreb Pride itd.). U nekim državama, posebno u Australiji, povorke se održavaju u vrijeme karnevalskih svečanosti i nazivaju se mardi gras. ↓2 U Njemačkoj i Švicarskoj povorke ponosa nazivaju se Christopher Street Day ili skraćeno CSD (hrv. Dan Christopherove ulice), po ulici u kojoj su izbili stonvolski nemiri, dok se u Austriji zove Regenbogenparade (njem. Regenbodenparade: povorka duginih boja). U Nizozemskoj se nazivaju Roze Zaterdag (niz. Roze Zaterdag: ružičasta subota). U Španjolskoj i ostatku španjolskog govornog područja povorke se nazivaju orgullo (španj. orgullo: ponos), a u Portugalu i Brazilu orgulho (port. orgulho: ponos).

## Povijest
Povorke ponosa svoje ishodište imaju u događaju poznatom kao stonvolski nemiri. Bio je to niz spontanih, nasilnih demonstracija LGBT-ovaca protiv policijske racije koja se dogodila u ranim jutarnjim satima 28. lipnja 1969. godine u baru Stonewall Innu u Greenwich Villageu u New Yorku. Ovaj se događaj često navodi kao prvi slučaj pobune pripadnika zajednice LGBT-a u američkoj povijesti protiv sustavnog progona seksualnih manjina od strane američke vlade. Stonvolski nemiri smatraju se početkom suvremenog LGBT-ovskog pokreta u SAD-u i u svijetu.
Zbog nezadovoljstva utjecajem i važnošću "Godišnjeg podsjetnika" ↓3 u borbi za prava LGBT osoba ↓4, u jesen 1969. godine Ellen Broidy, Linda Rhodes, Craig Rodwell i Fred Sargeant predložili su na Istočnoj regionalnoj konferenciji homofilnih organizacija (engl. Eastern Regional Conference of Homophile Organizations, akronim ERCHO) rezoluciju o prvoj povorci ponosa. Rezolucija je između ostalog objašnjavala razloge organiziranja povorke, kada bi se ona trebala dogoditi i pod kojim imenom (engl. Christopher Street Liberation Day: Dan oslobođenja Christopherove ulice). Prihvaćanjem rezolucije osnovan je glavni odbor manifestacije (engl. Christopher Street Liberation Day Umbrella Committee), a organizacijski sastanci započeli su početkom 1970. godine. Odbor je za održavanje povorke odabrao 28. lipnja 1970. Osim što je taj dan bila godišnjica početka stonvolskih nemira, smatrali su da će više ljudi sudjelovati ako se povorka održi u nedjelju.
Prva povorka ponosa u povijesti počela je okupljanjem u Christopherovoj ulici, a prošla je kroz 51 gradski blok do Central Parka. Dopusnica za povorku izdana je samo dva sata prije početka, a sudionici povorke nisu naišli na veći otpor promatrača. Važnu ulogu u organizaciji prve povorke imala je i Brenda Howard, poznata i kao "majka prideova". Ova poznata antiratna i feministička aktivistica bila je začetnik ideje održavanja različitih manifestacija u tjednu prije same povorke ponosa. Uz aktiviste Stephena Donaldsona i L. Craiga Schoonmakera zaslužna je za popularizaciju riječi pride s LGBT-ovskim povorkama ponosa i festivalima.
Slične povorke održale su se te godine u San Franciscu, Los Angelesu i Chicagu. Sljedeće godine povorke su se održale u Bostonu, Dallasu, Milwaukeeju, San Joseu. Do 1972. povorke se održavaju i u Atlanti, Buffalu, Detroitu, Washingtonu, Miamiju i Philadelphiji.
Ubrzo su se povorke ili različiti prosvjedi koji će se kasnije oblikovati u povorke počeli organizirati i u Europi. U Parizu je 1971. godine osnovan Homoseksualni front revolucionarne akcije (franc. Front Homosexuel d’Action Révolutionnaire) čiji su se članovi iste godine pridružili sindikalnom maršu. U Londonu je 1970. godine osnovan britanski ogranak Gejskog oslobodilačkog pokreta (engl. Gay Liberation Front), a prva povorka ponosa organizirana je 1972. godine. Uslijedile su povorke ponosa u Barceloni 1977., Berlinu i Stockholmu 1979. itd.

## Značenje
Povorke ponosa zasnivaju se na konceptu ponosa LGBT-a po kojem neheteroseksualne osobe imaju pravo biti ponosne na svoju seksualnu orijentaciju i rodni identitet. Po ustaljenoj heteronormativnoj društvenoj normi heteroseksualnost je prirodna, pa se po toj logici homoseksualnost smatra manje vrijednom, odnosno promatra se kao biološka anomalija koje se treba sramiti. Kako je jedan od prvih koraka u emancipaciji manjinskog pokreta redefiniranje nametnutog negativnog kolektivnog identiteta u pozitivni, za zajednicu LGBT-a kao jedina moguća strategija pojavilo se ono što se podrazumijeva pod ponosom LGBT-a.
Razlozi održavanja odnosno ciljevi povoraka ponosa razvijali su se s vremenom, a ni danas nisu svugdje isti. Rane povorke ponosa bile su usredotočene na individualne slobode i na raznolikost zajednice LGBT-a. Tijekom 1980-ih središnje mjesto sve više zauzimaju politički i društveni aktivizam u vidu borbe protiv diskriminacije i homofobije, problem epidemije AIDS-a itd. Kako je rasla vidljivost i prihvaćenost zajednice LGBT-a, tako je sve više različitih organizacija, političara, religijskih skupina i tvrtki počelo sudjelovati u povorkama. Kao nekad tako i danas na povorkama do izražaja dolazi iskazivanje slobode izražavanja, samopoštovanje, raznolikosti i jedinstva zajednice. Dok u mnogim zemljama povorke ponosa imaju slavljenički karakter i privlače mnoštvo posjetitelja, u nekim zemljama nailaze na jak otpor, napade i nasilje, a negdje se i zabranjuju.

## Simboli
Jedan od najprepoznatljivijih simbola povoraka ponosa jest zastava duginih boja koju je dizajnirao Gilbert Baker za povorku ponosa u San Franciscu 1978. godine. Zastava se tradicionalno sastoji od 6 uzdužnih pruga, a svaka boja ima svoje značenje.
Na povorkama se često mogu vidjeti i različite varijacije ove zastave kao i ostali simboli zajednice LGBT-a kao što su ružičasti trokut, crni trokut, lambda, labris itd.

## Povorke ponosa u Hrvatskoj
Prva povorka ponosa u Hrvatskoj, pod nazivom Gay Pride Zagreb, održana je u Zagrebu 2002. godine. U povorci je sudjelovalo oko 200 ljudi koji su bili izloženi nasilju; za vrijeme i nakon održavanja povorke ozlijeđene su 32 osobe, od toga nekoliko teže. S vremenom je Zagreb Pride postao tradicionalna manifestacija, a na onom održanom 2013. godine sudjelovalo je više od 10 000 ljudi.
Povorka ponosa održava se od 2011. godine i u Splitu. Prvu povorku je kao i u Zagrebu obilježilo nasilje i različite reakcije u medijima. Split Pride nastavio se održavati, a povorku je 2013. podržala i gradska vlast. Zbog pandemije uzrokovane virusom COVID-19, godine 2020. nije održan Split Pride, dok je zagrebački ipak održan.
Udruga LiberOs organizirala je povorku ponosu u Osijeku 6. rujna 2014 pod sloganom „Osijek - nepokoreni grad; LGBTIQ nepokoreni građani“. Sudjelovalo je 300 osoba i povorka je prošla bez incidenata. Na povorci su sudjelovali i tadašnji ministar gospodarstva Ivan Vrdoljak te LGBT aktivisti iz Srbije i Grčke.

## Najpoznatije povorke ponosa u svijetu

### Europride i Worldpride
Europride je paneuropska međunarodna povorka ponosa LGBT-a. Svake godine bira se drugi grad domaćin. Europride je prvi put održan u Londonu 1992. godine, a na onome koji je održan 2007. sudjelovalo je više od 2 milijuna ljudi.
WorldPride je druga velika međunarodna povorka ponosa koju organizira međunarodna udruga InterPride. Prva se povorka održala 2000. u Rimu.

### CSD Berlin
Jedna od najstarijih povoraka ponosa u Europi održava se u Berlinu, a procjenjuje se da joj je 2013. prisustvovao milijun posjetitelja.

### Madrid Orgullo
Povorka ponosa u Madridu, koja se održava neprekidno od 1978., kulminacija je tjednog festivala ponosa LGBT-a (španj. Semana del Orgullo LGTB), poznatog kao MADO. Grad je bio domaćin Europridea 2007., a ugostit će i WorldPride 2017. godine.

### NYC Pride
Najstarija povorka ponosa u svijetu održava se u New Yorku pod nazivom NYC Pride March. S više od milijun posjetitelja iz svih njujorških četvrti povorka se kreće Petom avenijom do Greenwich Villagea i prolazi pored Stonewall Inna.

### Parada do Orgulho GLBT de São Paulo
Povorka ponosa u São Paulu najveća je povorka na svijetu, a 2004. godine ušla je u Guinnessovu knjigu rekorda. Po procjenama organizatora 2013. godine u povorci je sudjelovalo oko 3 milijuna ljudi.

### Pride London
Pride London jedan je od najstarijih povoraka ponosa koja se održava redovito od 1972. godine. London je 2012. bio domaćin WorldPridea.

### Toronto Pride Parade
Povorka ponosa koja se odvija neprekidno od 1981. godine jedna je od najvećih u svijetu sa zabilježenih 1,3 milijuna posjetitelja 2009. godine, a dio je desetodnevnog festivala Pride Toronto. Grad će biti domaćin WorldPridea 2014. godine.

### San Francisco Pride
San Francisco Pride jedan je od najstarijih i najpoznatijih povoraka ponosa u svijetu s oko 1,8 milijuna posjetitelja 2013. godine.

### Sydney Gay & Lesbian Mardi Gras
Sydney Gay & Lesbian Mardi Gras najveća je povorka ponosa u Australiji s 300 000 posjetitelja 2009. godine. Povorka se odvija noću i izrazito je karnevalskog karaktera, a izrasla je iz prvog prosvjeda koji se dogodio 1978. godine.

## Kritike
U zemljama gdje su povorke ponosa postale sponzorirani spektakli koji privlače stotine tisuća ljudi i više povorke se kritiziraju zbog depolitizacije, konformizma i komercijalizacije. Organizatorima takvih manifestacija spočitava se da zanemaruju izvorni smisao borbe za ljudska prava. Zbog toga se u znak protesta ponekad organiziraju alternativne manifestacije. Neki u zajednici smatraju da prisutnost predstavnika seksualnih supkultura u povorkama ponosa prikazuje iskrivljenu sliku o zajednici LGBT-a, što dio zajednice pak shvaća kao diskreditaciju ideje tolerancije i zaštite ljudskih prava kao i izazivanje homofobije.
Također, u zemljama u kojima su relativno nova pojava povorke ponosa često izazivaju kontroverzije, protivljenja i prosvjede. Prosvjedi mogu biti i nasilni, a mogu se pretvoriti u nerede pa su tako u Beogradu 2010. pristaše krajnje desničarskih organizacija izazvali nerede koji su između ostalog rezultirali i štetom većom od milijun eura. Ovakve reakcije lokalne vlasti često znaju koristiti kao razloge "preseljenja" ili zabrane povorke. U takvim su sredinama obično i protivljenja vjerskih zajednica veća iako to ne mora uvijek biti slučaj.